# Franciszek Kowalski (nauczyciel)
Franciszek Kowalski (ur. 12 kwietnia 1897 w Berlinie, zm. 1 czerwca 1984 w Ostrowie Wielkopolskim) – polski działacz śpiewaczy, dyrygent i nauczyciel.

## Życiorys
Był synem kolejarza Franciszka oraz gospodyni domowej Pelagii z domu Woźniak. 3 listopada 1919 ukończył Państwowe Katolickie Seminarium Nauczycielskie w Libenthal. Uczęszczał też na kurs dla nauczycieli muzyki w Wyższej Szkole Muzyki Kościelnej i Szkolnej w Berlinie, a potem ukończył Państwowy Wyższy Kurs Nauczycielski w Poznaniu (24 czerwca 1925). Dyplom nauczyciela muzyki i śpiewu w szkołach średnich uzyskał w 1931. 
Pracował jako nauczyciel, najpierw w Berlinie, a od 1920 w Krępie (obecnie dzielnicy Ostrowa Wielkopolskiego). Od 1922 do 1925 nauczał w Szkole Wydziałowej w Ostrowie Wielkopolskim i doszedł do stanowiska kierownika tej placówki. Od 1925 był nauczycielem w ostrowskim Gimnazjum Męskim, a od 1952 był dyrektorem ostrowskiego Liceum Męskiego. W 1962 przeszedł na emeryturę, ale nadal pracował w III Liceum Ogólnokształcącym w Ostrowie Wielkopolskim. Pracę zakończył 18 września 1977. W trakcie swojej kariery nauczał języka polskiego, niemieckiego, historii, geografii, muzyki i śpiewu.
W latach 1920–1923 brał udział w pracach Towarzystwa Śpiewaczego i Towarzystwa Muzycznego „Moniuszko” w Ostrowie Wielkopolskim. Był współzałożycielem ostrowskiego chóru nauczycielskiego (potem „Echo”) w 1923. Przez 42 lata był dyrygentem tego chóru. W 1965 zainicjował utworzenie Chóru Nauczycielskiego im. Stanisława Wiechowicza w Ostrowie Wielkopolskim i był jego dyrygentem. Od 1966 do 1983 dyrygował Chórem Męskim „Harmonia” w Pleszewie. Działał jako juror w konkursach i zawodach śpiewaczych.
Przyczynił się do uratowania pałacu w Antoninie, jego wyremontowania i przeznaczenia na muzeum chopinowskie.
Został pochowany na cmentarzu parafialnym w Ostrowie Wielkopolskim.

## Odznaczenia
Otrzymał m.in.:
- Krzyż Kawalerski Orderu Odrodzenia Polski,
- Złoty i Srebrny Krzyż Zasługi,
- Odznakę 1000-lecia Państwa Polskiego,
- odznakę „Zasłużony Działacz Kultury”,
- Odznaki Honorowe (Brązową, Srebrną, Złotą i Złotą z Wieńcem Laurowym) Zjednoczenia Polskich Zespołów Chóralnych i Instrumentalnych,
- Złotą Odznakę ZNP,
- odznakę „Zasłużony Działacz Federacji Towarzystw Kulturalnych Ziemi Kaliskiej”,
- medal „Za Zasługi w Rozwoju Województwa Poznańskiego”,
- medal „Za Zasługi dla Ziemi Ostrowskiej”,
- medal „Za Zasługi dla Województwa Kaliskiego”[1].